# Scott (Saskatchewan)
Scott es un pueblo canadiense situado en la provincia de Saskatchewan.

## Superficie
Scott tiene una superficie de 4,17 km².

## Demografía
En 2021, tenía 74 habitantes, una densidad poblacional de 17,7 hab./km², y 44 viviendas.